# Boeing Y1B-9
O Boeing Y1B-9 foi o primeiro avião bombardeiro monoplano feito totalmente de metal que foi desenvolvido para a Força Aérea Americana pela Boeing e produzido entre 1930 e 33, sendo que somente sete exemplares foram construídos, nenhum foi preservado.

## Especificações (Y1B-9)
Dados de: United States Military Aircraft since 1909.
Descrições gerais
- Tripulação: 4
- Comprimento: 15,85 m (52 ft)
- Envergadura: 23,42 m (77 ft)
- Altura: 3,66 m (12 ft)
- Área alar: 88,7 m² (955 ft²)
- Peso vazio: 4 064 kg (8 960 lb)
- Peso de decolagem: 6 500 kg (14 300 lb)

Motorização
- Número de motores: 2x
- Tipo do motor: Motor a pistão radial
- Fabricante/modelo: Pratt & Whitney R-1860-11 Hornet B
- Potência por motor: 600 hp (447 kW)

Performance
- Velocidade máxima: 302 km/h (188 mph)
- Velocidade de cruzeiro (km/h): 265 km/h (165 mph)
- Velocidade total em Nó: 163 kn (302 km/h)
- Alcance: 869 km (540 mi)
- Razão de subida: 4,6 m/s
- Tecto de serviço: 6 325 m (20 800 ft)

Armamentos
- Metralhadoras/canhões: 2x calibre .30 de 7,62 mm (0,30 in)
- Bombas: Carga de bombas de 1 030 kg (2 270 lb)